# Metka (wędlina)
Metka (niem. Mettwurst) − gatunek kiełbasy niedojrzewającej, przyrządzonej z surowej, zmielonej i mocno przyprawionej wieprzowiny, zdatnej do smarowania; popularna na Kujawach, w Wielkopolsce i na Śląsku.
Metka wytwarzana jest z wędzonego, drobno mielonego mięsa z przyprawami, na bazie półsurowej wieprzowiny lub wołowiny. W zależności od stopnia uwędzenia, stopnia rozdrobnienia i użytych dodatków, rozróżnia się metkę wiejską, bawarską, tatarską, łososiową. Jako kiełbasa nietrwała zawiera do 72% wody.
Spożywa się ją jako dodatek do chleba, ze względu na konsystencję należy do kiełbas smarowanych. W Polsce ten gatunek charakterystyczny jest dla Górnego Śląska, Wielkopolski i Pomorza. W Niemczech popularna, znana jako Mettwurst. Podobną konsystencję do polskiej metki ma włoska 'nduja, która również nadaje się do smarowania pieczywa.